# Pulmonalatresie

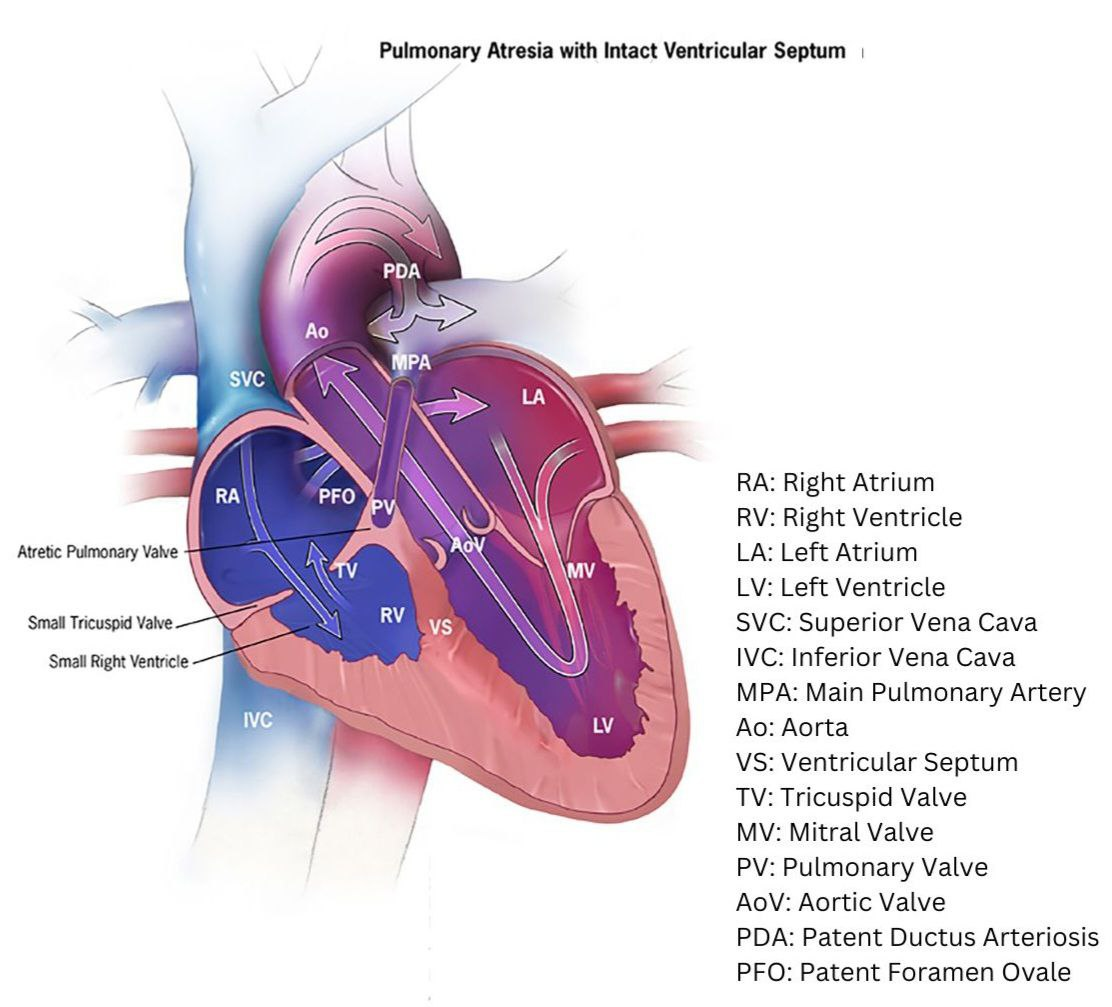
Pulmonalatresie mit intaktem Septum

Die Pulmonalatresien gehören zu den komplizierten zyanotischen angeborenen Herzfehlern und sind dem Komplex des Single Ventricle zuzuordnen. Der Begriff beschreibt vereinfachend das gemeinsame Merkmal dieser Herzfehlergruppe: die Pulmonalklappe (die Verbindung von der rechten Herzkammer zur Pulmonalarterie) ist verschlossen. Es wird unterschieden zwischen den beiden großen Untergruppen mit und ohne Ventrikelseptumdefekt. Die Auswirkungen auf das Herz-Kreislauf-System und das therapeutische Vorgehen sind unterschiedlich.

## Pulmonalatresie mit intaktem Ventrikelseptum
Die Pulmonalklappe ist verschlossen und das Blut fließt
1. aus der rechten Herzkammer zurück in den rechten Vorhof / über das Foramen ovale in den linken Vorhof (Rechts-links-Shunt) / in die linke Herzkammer / in die Aorta / teilweise über den Ductus arteriosus in die Lungenschlagader / wird in der Lunge mit Sauerstoff beladen / erreicht normal den linken Vorhof und die linke Herzkammer. Das Leben des Kindes (ohne Behandlung) ist also von den vorgeburtlichen Verbindungen „Foramen ovale“ und „Ductus arteriosus“ abhängig. Verschließt sich der „Ductus arteriosus“ (meist zuerst), fließt weniger Blut diesen Weg. Das Kind leidet sehr schnell an einem Sauerstoffmangel.
2. Der zweite „Umweg“ ist nicht immer vorhanden. Es sind die vorgeburtlichen Verbindungen zwischen dem Inneren der rechten Herzkammer und den außen auf der Muskulatur verlaufenden Herzkranzgefäßen (Koronararterien) (sog. Myokardsinusoide). Der stark erhöhte Druck in der rechten Herzkammer, der den Druck in der linken Kammer und der Aorta übersteigt, macht diesen Umweg möglich. Von den Koronargefäßen fließt das Blut teilweise „gegen den Strom“ in die Aorta, teilweise mit dem Strom in die Herzmuskulatur, in die Koronarvenen und dann in den rechten Herzvorhof. Der hohe Druck in der rechten Herzkammer ist durch eine massiv verdickte Muskulatur (Myokardhypertrophie) bedingt, der Innenraum deshalb oft verkleinert und zusätzlich das Endokard verdickt. Zusätzlich sind oft auch die Trikuspidalklappe in ihrem muskulären Ausgang oder auch Teile der Lungenschlagader verengt oder verschlossen.

Die Pulmonalatresie mit intaktem Ventrikelseptum ist deshalb oft eine Erkrankung des gesamten rechten Herzens. Das Überleben des Kindes (ohne Behandlung) ist von den vorgeburtlich bestehenden Verbindungen wie oben beschrieben abhängig.

### Therapie
Offenhalten des „Ductus arteriosus“ mit Prostaglandin bis zu einem Eingriff. Danach gibt es folgende Möglichkeiten
- Anlage eines aorto-pulmonalen Shunts
- die verschlossene Pulmonalklappe wird chirurgisch oder interventionell geöffnet. Bei der Intervention wird mit einem speziellen Herzkatheter (Radiofrequenzablationskatheter) ein Loch in die verschlossene Klappe „gebrannt“ und anschließend mit einem Ballonkatheter erweitert.
- der „Ductus arteriosus“ wird durch das Einbringen eines Stents offengehalten.

Die Entscheidung für das Vorgehen hängt von der Anatomie und den praktischen Erfahrungen des behandelnden Zentrums ab. Das langfristige Ziel ist die Schaffung eines weitgehend normalen Kreislaufsystems, welches bei einer kleinen Anzahl von Patienten theoretisch bereits durch das Öffnen der verschlossenen Pulmonalklappe erreicht ist. In den allermeisten Fällen wird jedoch eine Fontan-Operation durchgeführt.

## Pulmonalatresie mit Ventrikelseptumdefekt
Die Pulmonalklappe ist verschlossen. Es besteht ein Ventrikelseptumdefekt. Das sauerstoffarme Blut fließt über diesen Defekt über die linke Herzkammer in die Aorta. Es entsteht eine Zyanose. Das Blut nimmt folgenden Umweg:
1. Das Blut aus der Aorta kann (selten) über einen Ductus arteriosus in das Lungenarteriensystem gelangen.
2. Häufiger und typisch wird die Lungenschlagader über Kollateralen (Umgehungsgefäße zwischen Aorta und Lungengefäßsystem, die sich normalerweise bei der Geburt schon zurückgebildet haben) erreicht. Davon kann es eine unterschiedliche Anzahl mit unterschiedlichem Ursprung und Mündung geben.

Das Lungengefäßsystem ist oft jenseits der verschlossenen Pulmonalklappe unterentwickelt (hypoplastisch) oder es fehlt auch ein zentraler Teil der Lungenschlagader, so dass nicht alle Segmente der Lunge angeschlossen sind (selten). Nach dem Öffnen der Pulmonalklappe kann das jeweilige Lungensegment dann normal, vermindert oder vermehrt durchblutet sein.
Die Kinder mit diesem Krankheitsbild sind in den ersten Lebenswochen oder -monaten oft nur wenig oder gar nicht beeinträchtigt. Die Zyanose kann gering sein wenn die Kollateralen zu einer ausreichenden Durchblutung der Lunge und entsprechender Sauerstoffsättigung ausreichen.

### Therapie
Mehrere chirurgische und interventionelle Eingriffe sind zu erwarten, da nur in den wenigsten Fällen die Korrektur der verschlossenen Pulmonalklappe (evtl. mit einem Homograft = menschliche Spenderklappe) und des Ventrikelseptumdefektes wirklich ausreichend ist. Das größte Problem ist oft das Lungengefäßsystem, welches mit komplizierten chirurgischen Maßnahmen verbessert wird. Die therapeutischen Maßnahmen hängen vom jeweiligen Einzelbefund ab.

## Diagnostik
- Echokardiografie
- EKG
- Herzkatheter

## Langzeiterwartungen
Die Kinder erreichen heute, meist mit einer guten Lebensqualität, das Jugendlichen- und Erwachsenenalter. Folgebehandlungen hängen von der weiteren Entwicklung des Herz-Kreislauf-Systems ab. Lebenslange Kontrolluntersuchungen und die strikte Beachtung der Endokarditisprophylaxe sind einzuhalten.